# Barrali
Barrali is een gemeente in de Italiaanse provincie Zuid-Sardinië (regio Sardinië) en telt 1098 inwoners (31-12-2004). De oppervlakte bedraagt 11,5 km², de bevolkingsdichtheid is 95 inwoners per km².

## Demografie
Barrali telt ongeveer 360 huishoudens. Het aantal inwoners steeg in de periode 1991-2001 met 5,0% volgens cijfers uit de tienjaarlijkse volkstellingen van ISTAT.
| Jaar | Inwoneraantal |
| ---- | ------------- |
| 1991 | 1025          |
| 2001 | 1076          |

## Geografie
De gemeente ligt op ongeveer 140 m boven zeeniveau.
Barrali grenst aan de volgende gemeenten: Donòri, Ortacesus, Pimentel, Samatzai, Sant'Andrea Frius.